# 大島町消防本部
大島町消防本部（おおしままちしょうぼうほんぶ）は、東京都大島町の消防部局（消防本部）。管轄区域は大島町全域。東京都島嶼部の消防本部では最大の規模を有する。

## 概要
- 消防本部：東京都大島町元町北の山270-2
- 管内面積：90.76km2
- 職員定数：25人
- 消防署1カ所

## 歴史
- 1972年4月1日 - 大島町消防本部を開設する。
- 2004年4月 - 消防本部の新庁舎が完成する。

## 組織
- 本部－庶務係、予防係、警防係、消防団係、救急係